# Harry Page Woodward
Pour les articles homonymes, voir Woodward.
Henry Page Woodward, né le 16 mai 1858 et mort le 8 février 1917, également connu sous le nom de " Harry Page Woodward ", est un géologue, un ingénieur des mines et un fonctionnaire australien d'origine anglaise. Il est membre de la Société géologique de Londres, de la Royal Geographical Society et de l'Imperial Institute, ainsi que juge de paix de l'ancienne Colonie d'Australie occidentale. 

## Biographie
Woodward naît à Norwich, Norfolk, Angleterre, fils aîné du géologue Henry Woodward (géologue), et est mort à West Perth (Australie-Occidentale), Australie-Occidentale.
Dans son Annual General Report of the Government Geologist, 1890, il est le premier à noter le potentiel des réserves de minerai de fer de Pilbara, :

« C'est essentiellement un pays de minerai de fer. Il y a suffisamment de minerai de fer pour approvisionner le monde entier, si les sources actuelles sont exploitées. »

Le rapport est ignoré et ce n'est qu'en 1961 que Lang Hancock a pu capitaliser sur sa redécouverte et les lois qui ont permis son exploitation rentable du minerai de fer. 